# George White (graveur)
Pour les articles homonymes, voir George White et White.
George White (vers 1684 - 1732) est un graveur britannique en manière noire.

## Biographie
Fils du graveur londonien Robert White, il naît vers 1684 dans le quartier du marché de Bloomsbury où son père avait établi son atelier. Il reçoit l'enseignement de la gravure par ce dernier et se spécialise dans la productions de portraits en manière noire.
Son père meurt en 1703, et le jeune-homme termine de nombreuses plaques laissées inachevées par celui-ci, reproduisant son trait, technique qu'il utilise également pour ses propres travaux. Mais, très tôt, il se met à la manière noire. 
On connaît de lui un portrait de Jean-Baptiste Monnoyer, qu'il a exécuté ainsi à partir d'une toile de Godfrey Kneller, qui, admirant son travail, lui fournissait des peintures à transposer en gravures. 
Il meurt dans sa maison de Bloomsbury le 27 mai 1732.

## Œuvre

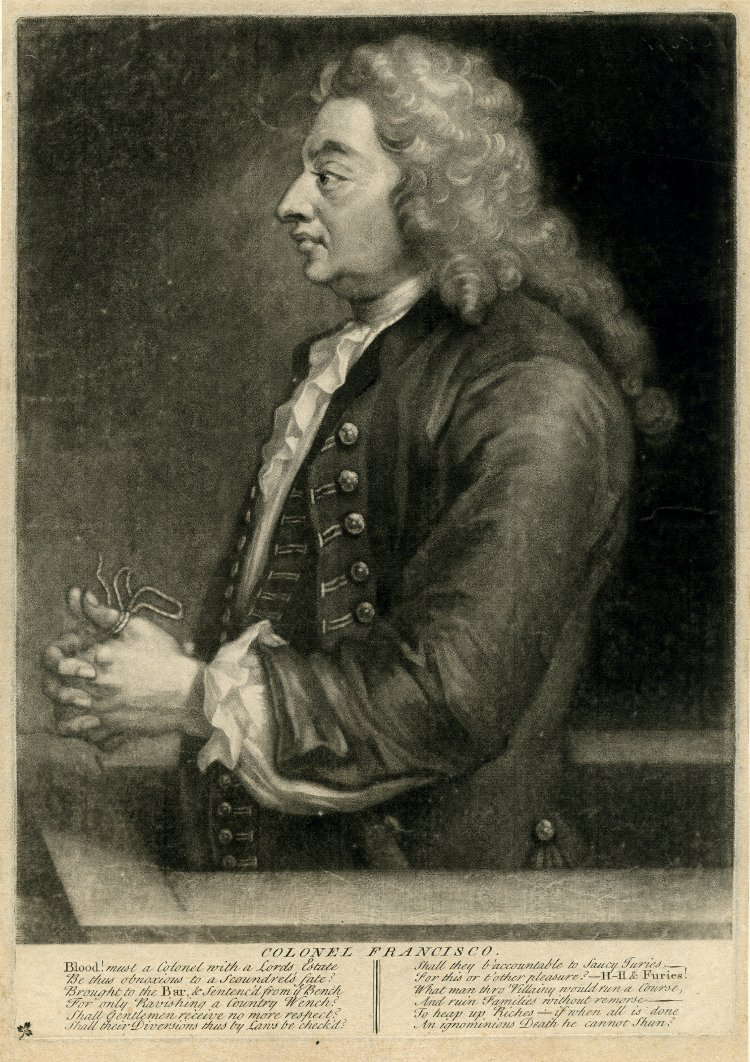
Portrait en manière noire du colonel Francis Charteris, vers 1730–1732, British Museum.

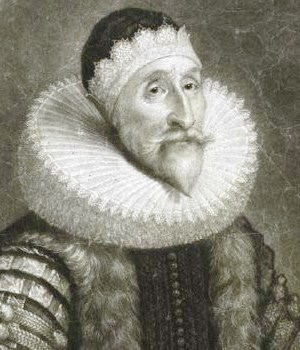
Portrait en manière noire de John Coke (1724), d'après un artiste non identifié.

Considéré comme un important graveur en manière noire, il fut, dans ce cadre, le premier à avoir recours à la gravure au trait pour renforcer le rendu.
On compte environ une soixantaine de plaques, dont les portraits de : William Dobson, l'évêque George Hooper, Tycho Wing, et Thomas Parr.
À l'instar de son père, George White commençait par dessiner chaque portrait à la mine de plomb sur vélin ; il utilisait également la craie, puis, plus tard, la gouache. Sa plaque du Laughing Boy d'après Frans Hals ne fut imprimée qu'après sa mort et fut très appréciée.